# 슈퍼주니어-K.R.Y.
슈퍼주니어-K.R.Y는 9인조 남성 그룹 슈퍼주니어의 메인보컬 라인으로 구성된 발라드 유닛으로 슈퍼주니어 내 최초의 유닛 및 대한민국 최초의 아이돌 유닛이다.  규현,려욱,예성으로 이루어져있다

## 구성원
| 이름 | 사진 | 소개 |
| ---- | ---- | --- |
| 예성 |      | - 본명 : 김종운 (金鐘雲) - 생년월일 : 1984년 8월 24일(40세) - 출생지 : 대한민국 충청남도 천안시 - 포지션 : 메인보컬 - 활동기간 : 2006년 11월 2일 ~ 현재 |
| 려욱 |      | - 본명 : 김려욱 (金厲旭) - 생년월일 : 1987년 6월 21일(37세) - 출생지 : 대한민국 인천광역시 - 포지션 : 메인보컬 - 활동기간 : 2006년 11월 2일 ~ 현재      |
| 규현 |      | - 본명 : 조규현 (曺圭賢) - 생년월일 : 1988년 2월 3일(37세) - 출생지 : 대한민국 서울특별시 - 포지션 : 메인보컬 - 활동기간 : 2006년 11월 2일 ~ 현재       |

## 음반

### 국내
- tvN 드라마 '하이에나' O.S.T - 《한 사람만을 (The One I Love)》, 《The Night Chicago Died》
- SBS 드라마 '눈꽃' O.S.T - 《걸음을 멈추고》
- 2006 Winter SMTOWN · 드라마 '빌리진 날 봐요' O.S.T - 《그것 뿐이에요 (Just You)》
- 슈퍼주니어 3집 - Sorry, Sorry - 《마주치지 말자 (Let's Not…)》, 《이별...넌 쉽니 (Heartquake)》
- 슈퍼주니어 4집 - 미인아 (BONAMANA) - 《응결 (Coagulation)》
- 슈퍼주니어 5집 - Mr.Simple - 《My Love, My Kiss, My Heart》
- KBS 드라마 '파트너' O.S.T - 《꿈꾸는 히어로》
- 슈퍼주니어 두번째 아시아 투어 "SUPER SHOW 2" - 《Sorry, Sorry - Answer》
- Mnet 슈퍼스타K 3 O.S.T - 《Fly》
- 윤일상 21주년 기념 앨범 'I'm 21' - 《회상》
- SBS 드라마 '아름다운 그대에게' O.S.T - 《Sky》
- 채널A 드라마 '판다양과 고슴도치' O.S.T - 《Loving You》
- 슈퍼주니어 7집 - MAMACITA - 《중 (…ing)》
- 슈퍼주니어 스폐셜 앨범 - DEVIL -《We Can》
- 슈퍼주니어 스페셜 앨범 Part II - MAGIC - 《도로시 (Dorothy)》
- 슈퍼주니어-K.R.Y. 미니 1집 <푸르게 빛나던 우리의 계절>

### 일본
- 싱글 1집 《Promise You》(2013년 1월 23일)
- 싱글 2집 《JOIN HANDS》(2015년 8월 5일)
- 싱글 3집 《Traveler》 (2020년 10월 29일)

## 음반 외 활동

### 예능프로그램
- 2020년 6월 17일 《주간 아이돌》